# 1972-es Le Mans-i 24 órás verseny
A 40. Le Mans-i 24 órás versenyt 1972. június 10. és június 11. között rendezték meg.

## Végeredmény
|    | Kategória | #  | Csapat                            | Versenyzők                                         | Modell                 | Motor                     | Körök |
| -- | --------- | -- | --------------------------------- | -------------------------------------------------- | ---------------------- | ------------------------- | ----- |
| 1  | S 3.0     | 15 | Equipe Matra-Simca Shell          | Henri Pescarolo Graham Hill                        | Matra-Simca MS670      | Matra 3.0L V12            | 344   |
| 2  | S 3.0     | 14 | Equipe Matra-Simca Shell          | François Cevert Howden Ganley                      | Matra-Simca MS670      | Matra 3.0L V12            | 333   |
| 3  | S 3.0     | 60 | Jo Siffert A.T.E. Racing          | Reinhold Joest Michel Weber Mario Casoni           | Porsche 908LH          | Porsche 3.0L Flat-8       | 325   |
| 4  | S 3.0     | 18 | Autodelta SpA                     | Nino Vaccarella Andrea de Adamich                  | Alfa Romeo Tipo 33TT3  | Alfa Romeo 3.0L V8        | 307   |
| 5  | GT 5.0    | 39 | Charles Pozzi                     | Jean-Claude Andruet Claude Ballot-Léna             | Ferrari 365 GTB/4      | Ferrari 4.4L V12          | 306   |
| 6  | GT 5.0    | 74 | North American Racing Team (NART) | Sam Posey Tony Adamowicz                           | Ferrari 365 GTB/4      | Ferrari 4.4L V12          | 304   |
| 7  | GT 5.0    | 34 | Scuderia Filipinetti              | Mike Parkes Jean-Louis Lafosse Jean-Jacques Cochet | Ferrari 365 GTB/4      | Ferrari 4.4L V12          | 302   |
| 8  | GT 5.0    | 36 | Ecurie Francorchamps              | Derek Bell Teddy Pilette Richard Bond              | Ferrari 365 GTB/4      | Ferrari 4.4L V12          | 301   |
| 9  | GT 5.0    | 38 | North American Racing Team (NART) | Jean-Pierre Jarier Claude Buchet                   | Ferrari 365 GTB/4      | Ferrari 4.4L V12          | 297   |
| 10 | T 3.0     | 54 | Ford Motor Company Deutschland    | Gerry Birrell Claude Bourgoignie                   | Ford Capri 2600RS      | Ford 3.0L V6              | 292   |
| 11 | T 3.0     | 52 | Ford Motor Company Deutschland    | Dieter Glemser Alex Soler-Roig                     | Ford Capri 2600RS      | Ford 3.0L V6              | 289   |
| 12 | S 3.0     | 68 | Duckham's Oil Motor Racing        | Alain de Cadenet Chris Craft                       | Duckhams LM (Brabham)  | Ford Cosworth DFV 3.0L V8 | 288   |
| 13 | GT 3.0    | 41 | Louis Meznarie                    | Sylvain Garant Jürgen Barth Michael Keyser         | Porsche 911S           | Porsche 2.5L Flat-6       | 285   |
| 14 | S 2.0     | 27 | René Ligonnet - Kodak             | René Ligonnet Barrie Smith                         | Lola T290              | Ford Cosworth FVC 1.8L I4 | 284   |
| 15 | GT +5.0   | 4  | North American Racing Team (NART) | Dave Heinz Robert B. Johnson                       | Chevrolet Corvette ZL1 | Chevrolet 7.0L V8         | 284   |
| 16 | GT +5.0   | 32 | Claude Dubois                     | Jean-Marie Jacquemin Yves Deprez                   | De Tomaso Pantera      | Ford 5.8L V8              | 282   |
| 17 | GT 3.0    | 46 | North American Racing Team (NART) | Jean-Pierre Laffeach Gilles Doncieux               | Ferrari Dino 246GT     | Ferrari Dino 2.4L V6      | 265   |
| 18 | S 2.0     | 24 | Wicky Racing Team                 | Peter Mattli Hervé Bayard Walter Brun              | Porsche 907            | Porsche 2.0L Flat-6       | 252   |

### Nem értékelhető
|    | Kategória | #  | Csapat           | Versenyzők                       | Modell        | Motor               | Körök |
| -- | --------- | -- | ---------------- | -------------------------------- | ------------- | ------------------- | ----- |
| 19 | S 3.0     | 67 | Christian Poirot | Christian Poirot Philippe Farjon | Porsche 908/2 | Porsche 3.0L Flat-8 | 206   |

### Nem ért célba
|    | Kategória | #  | Csapat                            | Versenyzők                                                    | Modell                | Motor                     | Körök |
| -- | --------- | -- | --------------------------------- | ------------------------------------------------------------- | --------------------- | ------------------------- | ----- |
| 20 | S 3.0     | 16 | Equipe Matra-Simca Shell          | Jean-Pierre Jabouille David Hobbs                             | Matra-Simca MS660C    | Matra 3.0L V12            | 278   |
| 21 | S 3.0     | 5  | Escuderia Montjuich               | Juan Fernandez Francesco Torredemer Eugenio Baturone          | Porsche 908/3         | Porsche 3.0L Flat-8       | ?     |
| 22 | S 3.0     | 19 | Autodelta SpA                     | Rolf Stommelen Nanni Galli                                    | Alfa Romeo Tipo 33TT3 | Alfa Romeo 3.0L V8        | 263   |
| 23 | S 3.0     | 6  | Hans-Dieter Weigel                | Hans-Dieter Weigel Helmuth Krause                             | Porsche 908/2         | Porsche 3.0L Flat-8       | 244   |
| 24 | GT +5.0   | 29 | Greder Racing Team                | Henri Greder Marie-Claude Charmasson                          | Chevrolet Corvette    | Chevrolet 7.0L V8         | 235   |
| 25 | S 3.0     | 17 | Autodelta SpA                     | Vic Elford Dr. Helmut Marko                                   | Alfa Romeo Tipo 33TT3 | Alfa Romeo 3.0L V8        | 232   |
| 26 | GT 5.0    | 57 | North American Racing Team (NART) | Luigi Chinetti Jr. Masten Gregory                             | Ferrari 365 GTB/4     | Ferrari 4.4L V12          | 226   |
| 27 | S 3.0     | 8  | Ecurie Bonnier Switzerland        | Joakim Bonnier Gérard Larrousse Gijs van Lennep               | Lola T280             | Ford Cosworth DFV 3.0L V8 | 213   |
| 28 | GT 3.0    | 42 | Claude Haldi                      | Claude Haldi Paul Keller "Gédéhem"                            | Porsche 911S          | Porsche 2.5L Flat-6       | 208   |
| 29 | GT 5.0    | 35 | Scuderia Filipinetti              | Bernard Cheneviére Florian Vetsch Gérard Pillon               | Ferrari 365 GTB/4     | Ferrari 4.4L V12          | 204   |
| 30 | S 3.0     | 22 | Automobiles Ligier                | Pierre Maublanc Jacques Laffite                               | Ligier JS2            | Maserati 3.0L V6          | 195   |
| 31 | GT +5.0   | 71 | Ecurie Léopard                    | Jean-Claude Aubriet "Depnic" "Sylvain"                        | Chevrolet Corvette    | Chevrolet 7.0L V8         | 188   |
| 32 | S 3.0     | 65 | "Novestille"                      | Louis Cosson Jean-Louis Ravenel                               | Porsche 910           | Porsche 2.4L Flat-6       | 188   |
| 33 | S 3.0     | 56 | Claude Laurent                    | Claude Laurent Martial Delalande Jacques Marché               | Ligier JS2            | Maserati 3.0L V6          | 186   |
| 34 | GT 3.0    | 45 | Raymond Touroul                   | "Lee Banner" Domonique Bardini                                | Porsche 911S          | Porsche 2.5L Flat-6       | 183   |
| 35 | T 3.0     | 53 | Ford Motor Company Deutschland    | Jochen Mass Hans Joachim Stuck                                | Ford Capri 2600RS     | Ford 3.0L V6              | ?     |
| 36 | S 3.0     | 76 | Jean Egreteaud                    | Jean-Claude Lagniez Raymond Touroul                           | Porsche 908/2         | Porsche 3.0L Flat-8       | 83    |
| 37 | GT +5.0   | 72 | John Greenwood Racing             | Bernard Darniche Alain Cudini John Greenwood                  | Chevrolet Corvette    | Chevrolet 7.0L V8         | 82    |
| 38 | S 2.0     | 23 | Brian Robinson                    | Brian Robinson Jean Rondeau                                   | Chevron B21           | Ford Cosworth FVC 1.8L I4 | 76    |
| 39 | T 3.0     | 49 | Team Schnitzer - Motul            | Hans Heyer René Herzog                                        | BMW 2800CS            | BMW 3.0L I6               | 70    |
| 40 | GT 3.0    | 44 | Jean Sage                         | Jean Sage Georg Loos Franz Pesch                              | Porsche 911S          | Porsche 2.5L Flat-6       | 64    |
| 41 | GT 5.0    | 37 | Maranello Concessionaires         | Peter Westbury John Hine                                      | Ferrari 365 GTB/4     | Ferrari 4.4L V12          | 72    |
| 42 | GT +5.0   | 28 | John Greenwood Racing             | John Greenwood Dick Smothers                                  | Chevrolet Corvette    | Chevrolet 7.0L V8         | 53    |
| 43 | GT 3.0    | 80 | Porsche Kremer Racing Team        | John Fitzpatrick Erwin Kremer                                 | Porsche 911S          | Porsche 2.5L Flat-6       | 39    |
| 44 | GT 3.0    | 79 | Jean-Pierre Gaban                 | Hermes Delbar Roger van der Schrick                           | Porsche 911S          | Porsche 2.4L Flat-6       | ?     |
| 45 | GT +5.0   | 30 | Escuderia Montjuich               | José Juncadella Fernando de Baviera                           | De Tomaso Pantera     | Ford 5.8L V8              | 36    |
| 46 | GT +5.0   | 31 | Escuderia Montjuich               | Herbert Müller Cox Kocher                                     | De Tomaso Pantera     | Ford 5.8L V8              | 36    |
| 47 | S 2.0     | 69 | Michel Dupont                     | Michel Dupont Jean-Paul Bodin                                 | Chevron B19/21        | Ford Cosworth FVC 1.8L I4 | 29    |
| 48 | T 3.0     | 84 | Shark Team                        | Jean-Claude Guérie Jean-Pierre Rouget                         | Ford Capri 2600RS     | Ford 3.0L V6              | 26    |
| 49 | S 3.0     | 7  | Ecurie Bonnier Switzerland        | Hughes de Fierlandt Jorge de Bagration Mário de Araújo Cabral | Lola T280             | Ford Cosworth DFV 3.0L V8 | 26    |
| 50 | GT 3.0    | 40 | René Mazzia                       | Pierre Mauroy Marcel Mignot                                   | Porsche 911S          | Porsche 2.5L Flat-6       | 27    |
| 51 | GT 5.0    | 75 | Charles Pozzi                     | François Migault Daniel Rouveyran                             | Ferrari 365 GTB/4     | Ferrari 4.4L V12          | 22    |
| 52 | S 3.0     | 58 | Bosch Racing Team                 | Walter Roser Otto Stuppacher                                  | Porsche 908/2         | Porsche 3.0L Flat-8       | 11    |
| 53 | S 3.0     | 21 | Automobiles Ligier                | Guy Ligier Jean-François Piot                                 | Ligier JS2            | Maserati 3.0L V6          | 7     |
| 54 | S +3.0    | 33 | Société Franco-Brittanic          | Guy Chasseuil Jean Vinatier                                   | De Tomaso Pantera     | Ford 5.8L V8              | 3     |
| 55 | S 3.0     | 12 | Equipe Matra-Simca Shell          | Jean-Pierre Beltoise Chris Amon                               | Matra-Simca MS670     | Matra 3.0L V12            | 1     |